# Cleisostoma bilamellatum
Cleisostoma bilamellatum är en orkidéart som först beskrevs av Johannes Jacobus Smith, och fick sitt nu gällande namn av Leslie Andrew Garay. Cleisostoma bilamellatum ingår i släktet Cleisostoma och familjen orkidéer.
Artens utbredningsområde är Sulawesi. Inga underarter finns listade i Catalogue of Life.